# حسینعلی بیگ بیات
حسینعلی بیگ بیات یک دیپلمات ایرانی در عصر صفوی است که به سفارت از سوی شاه عباس صفوی به کشورهای اروپایی اعزام شد.

## زندگی‌نامه

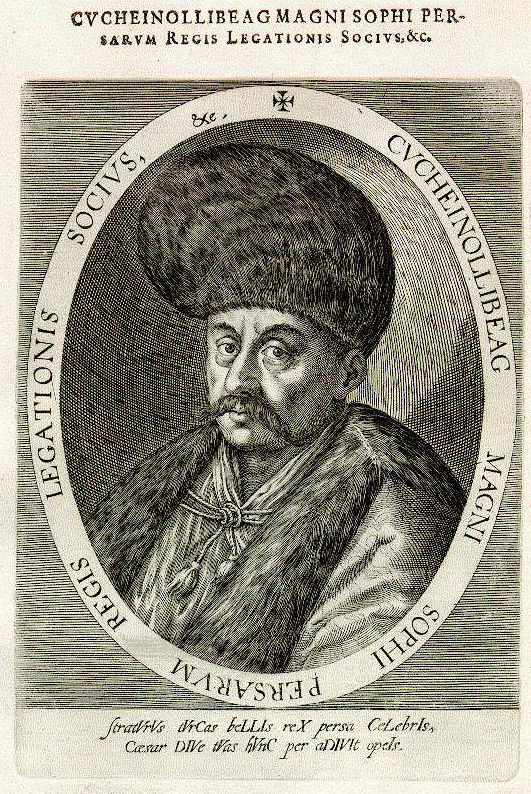
نگاره ای از حسینعلی بیگ

سِر آنتونی شرلی که از جانب سردار مقتدر انگلیسی لرد اسکس به ایران فرستاده شده بود به شاه عباس پیشنهاد کرد که ایران هیئت سفارتی به دربارهای اروپایی اعزام کند و با آنها علیه دشمن مشترک (امپراتوری عثمانی) پیمان ببندد. شاه عباس آنتونی شرلی را به همراه حسینعلی بیگ بیات روانه اروپا کرد تا هم با کشورهای اروپایی ارتباط برقرار کند و هم برای ابریشم ایران (که انحصار آن در اختیار شخص شاه بود) بازار بیابد.
شرلی و بیات پس از سفر به روسیه و اتریش به مونیخ رفتند و از آنجا قاصدی به جمهوری ونیز فرستادند تا آن دولت را از آمدن خود مطلع سازند، ولی ونیز که مشغول مذاکره با عثمانی بود آنها را نپذیرفت. شرلی و بیات سپس به رم رفتند ولی در آن شهر بر سر مسئله حق تقدم در دیدار با پاپ اختلاف یافتند. شرلی از رم به تنهایی به ونیز رفت و چندی بعد در آن کشور پناهنده شد. سپس به اسپانیا رفت و به خدمت پادشاه آن کشور فیلیپ سوم درآمد.
حسینعلی بیگ بیات نیز به اسپانیا رفت و مسئله تصرف جزیره هرمز را با فیلیپ در میان گذاشت. در اسپانیا سه نفر از همراهان بیات، از جمله پسرعموهای او علی بیگ بیات و اروج بیگ بیات، به دربار اسپانیا پناهنده شدند و پادشاه اسپانیا، فیلیپ آن دو را با نام‌های دون فیلیپ و دون ژوان غسل تعمیدی داد. حسینعلی بیگ که سرخورده شده بود ماموریتش (که شامل سفر به دربارهای فرانسه، انگلستان، اسکاتلند و لهستان هم می‌شد) نیمه‌تمام گذاشت و در سال ۱۶۰۲ از بندر لیسبون به ایران بازگشت. در کتاب سفرنامه برادران شرلی آمده‌است که چون وی نتوانست اتهامی را که به آنتونی شرلی زده بود اثبات کند به فرمان شاه عباس دستان و زبان وی قطع شد. بیگ با اشاره از شاه خواست دستور مرگ وی را صادر کند که شاه عباس نیز چنین کرد.